# Pavel Švanda (spisovatel)
Pavel Švanda (* 6. června 1936 Znojmo) je český spisovatel a novinář, od roku 1938 žijící a působící v Brně, představitel generace šestatřicátníků (Václav Havel, Jiří Kuběna). Po studiu na Filozofické fakultě Masarykovy univerzity v 60. letech působil ve filmové distribuci a jako redaktor v časopise Host do domu a člen skupiny kolem časopisu Tvář, za normalizace vystřídal řadu zaměstnání.
Zejména v letech 1971–1990 v souvislosti s politickými poměry byl můj způsob obživy relativně pestrý. Literární aktivita mně vždy pomáhala překlenout problémy vznikající následkem psychického nebo fyzického nátlaku
Po roce 1969 se stal ineditním spisovatelem, účastnil se neoficiálních brněnských filosofických aktivit. Od roku 1992 do roku 2014 vyučoval v Brně na Divadelní fakultě JAMU, přispívá do rozličných periodik, jako např. revue pro kulturu a politiku Proglas. V letech 1990 až 1992 byl redaktorem Akordu, 1992 - 1994 byl redaktorem brněnské redakce deníku Lidová demokracie. Je spolupracovníkem Čs. rozhlasu. Jeho synem je básník Martin Švanda (* 1975).

## Tvorba
Jako autor tíhne nejpřirozeněji k žánru eseje, o němž tvrdí, že je především dialogem: Autor a s ním čtenář jej zapřádají nejprve každý sám se sebou a potom se svým okolím. Svými texty se snaží především nahlížet na člověka jako hodnotu a hledat duchovní opory pro jeho život.
Vysvobodit náš úděl z banality dokáže asi jen poezie a filozofická meditace. A modlitba. Ale přece jen jde o to, abychom svou existenci dokázali uchopit nejen jako sypký souhrn rozčilujících náhod, nýbrž také jako nepochybnou, i když ne vždy zcela průhlednou hodnotu.
Knižně publikoval Pavel Švanda eseje, povídky, básně i román, debutoval v roce 1967 sbírkou povídek Anonymní povídky.

## Dílo
- Anonymní povídky, 1967 povídkové eseje
- Zázraky v malém ráji,1991 povídky
- Portréty, 1994 povídkové eseje
- Libertas a jiné sny, 1997 povídky
- Hodinka profesora Bojera, 1998 román
- Zkušenosti, 1995 eseje
- Na obou březích, 1996 poezie
- Věčný nedostatek věčnosti, 1999 eseje
- Neklid v Česku, 2001 politické komentáře
- Krajina s trnem v oku, 2002, novela
- Monstrum a jiná domácí zvířata,2002,eseje
- Paměť esejisty,2006 vzpomínkové eseje
- O intelektuálovi, který se necítí dobře,2012,eseje
- Dopadne to jako vždycky,2022,fejetony a úvahy
- Na obou březích,1996 poezie
- Noemův deník, 2000 poezie
- Cestou z Kainova pohřbu, 2004 poezie
- Mudrc bělmem, 2016 poezie